# Pekings militärmuseum
Pekings militärmuseum eller Militärmuseum över kinesiska folkets revolution (中国人民革命军事博物馆; Zhōngguó rénmín gémìng jūnshì bówùguǎn) är ett museum i Peking i Kina. Museet visar upp militär utrustning från tiden för Folkets befrielsearmé till modern tid och är det största och enda statliga militärmuseet i Kina. Pekings militärmuseum ligger längs Chang'anavenyn 6 km väster om Himmelska fridens torg mellan västra Andra och Tredje ringvägen i Haidiandistriktet.
Pekings militärmuseum öppnadesför allmänheten i augusti 1959 för att fira tioårsdagen efter grundandet av Folkrepubliken Kina. Museet har historiskt besöks av ungefär två miljoner besökare per år, men efter att entreavgiften togs bort 2008 fördubblades besöksantalet och 2011 var besöksantalet 4,1 miljoner.
Museet består av en 94,7 m hög huvudbyggnad med sju våningar och två flankerande vingbyggnader med fyra våningar. På toppen av huvudbyggnads sitter ett förgyllt emblem för Folkets befrielsearmé. Pekings militärmuseum upptar 60 000 m²
Totalt består museet at 22 salar varav 9 huvudhallar:
- Salen för jordbruksrevolutionens krig
- Salen för kinesisk-japanska kriget
- Salen för kinesiska inbördeskriget
- Salen för Koreakriget
- Salen för forntida krig
- Salen för moderna krig
- Salen för Kinas försvar av militära byggnader
- Vapensalen
- Salen för fredliga relationer mellan Folkets befrielsearmé och grämande makter.

Det finns även en speciell sal för konst.
I den centrala utställningshallen efter entrén finns 500 foton och mer än 1 000 minnesföremål från revolutionen under Mao Zedongs regeringstid. I västra vingbyggnadens första våningen är det generella utställningar. Andra och tredje våningen visar utställningar om den socialistiska revolutionen. Runt den centrala utställningshallen (även utomhus) visas vapen som har använts av Folkets befrielsearmé. Även vapen som tagits från fienden från olika krig ställs ut. I den östra vingbyggnaden upptars tre våningar av specialutställningar som täcker in tiden från grundandet av Kinas kommunistiska parti 1921 fram till bildandet av Folkrepubliken Kina 1949. Mer än 5 000 objekt kopplade till militären och organisationen av partiet visas upp. Första våningens utställning handlar om Kinesiska inbördeskriget från 1927 till 1937. Andra våningen handlar om Andra kinesisk-japanska kriget från 1937 till 1945. Tredje våningen ställer ut om slutet på Kinesiska inbördeskriget fram till 1949.
Pekings militärmuseum är även en station i Pekings tunnelbana som trafikeras av Linje 1 och Linje 9.
| Pekings tunnelbana |         |                              |
|                    | Linje 1 | Military Museum (军事博物馆) |
|                    | Linje 9 | Military Museum (军事博物馆) |

## Galleri

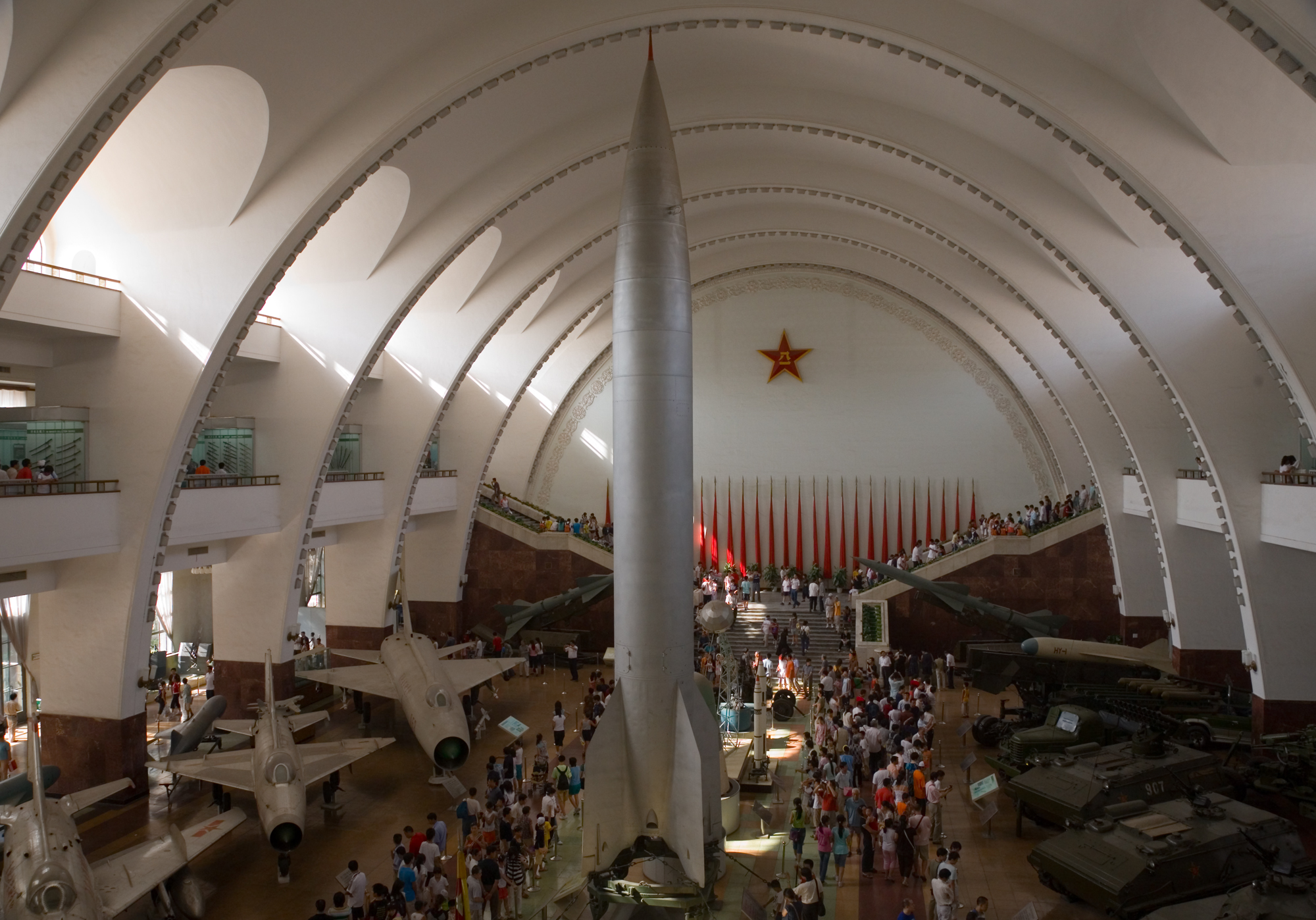
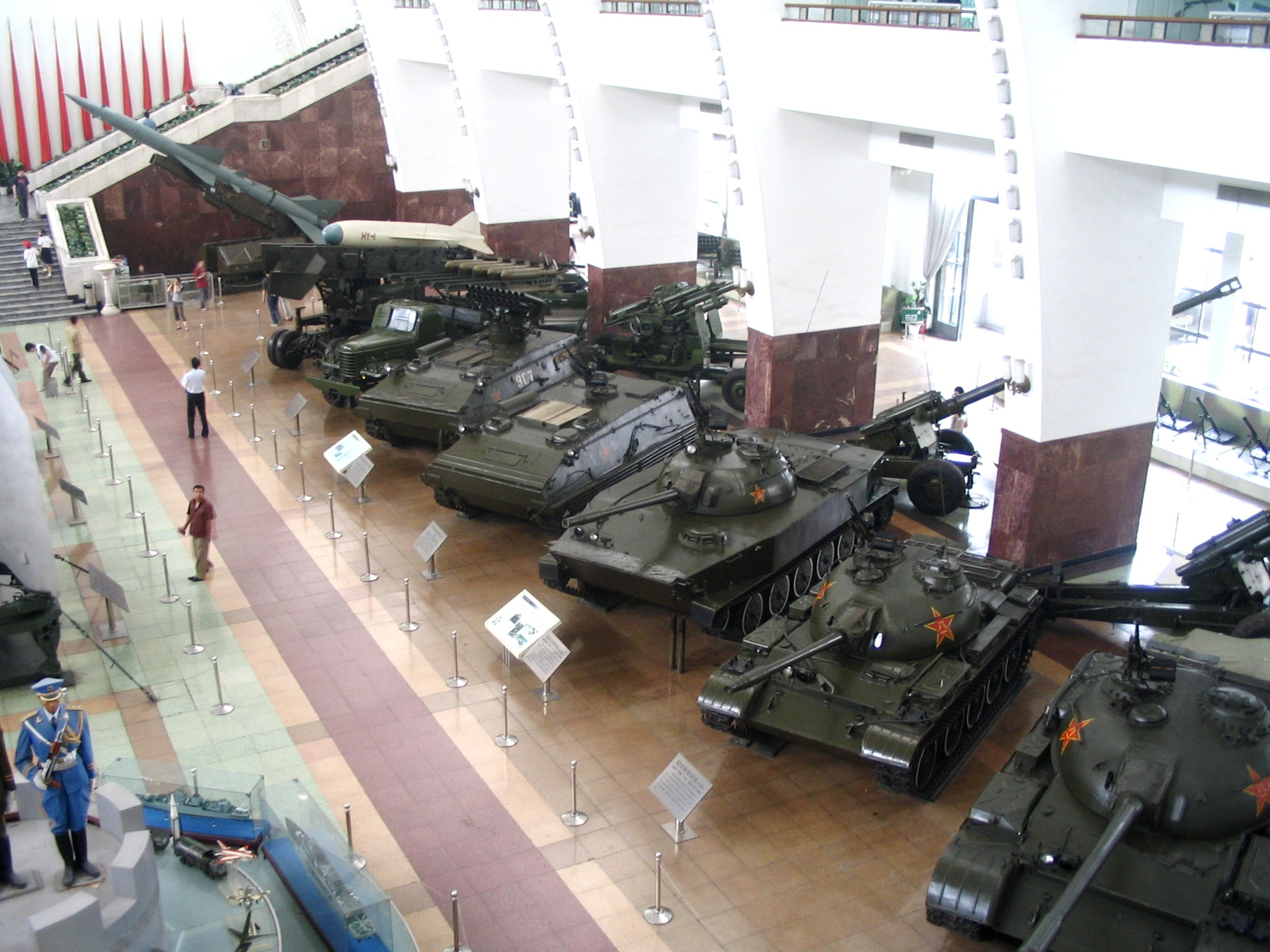
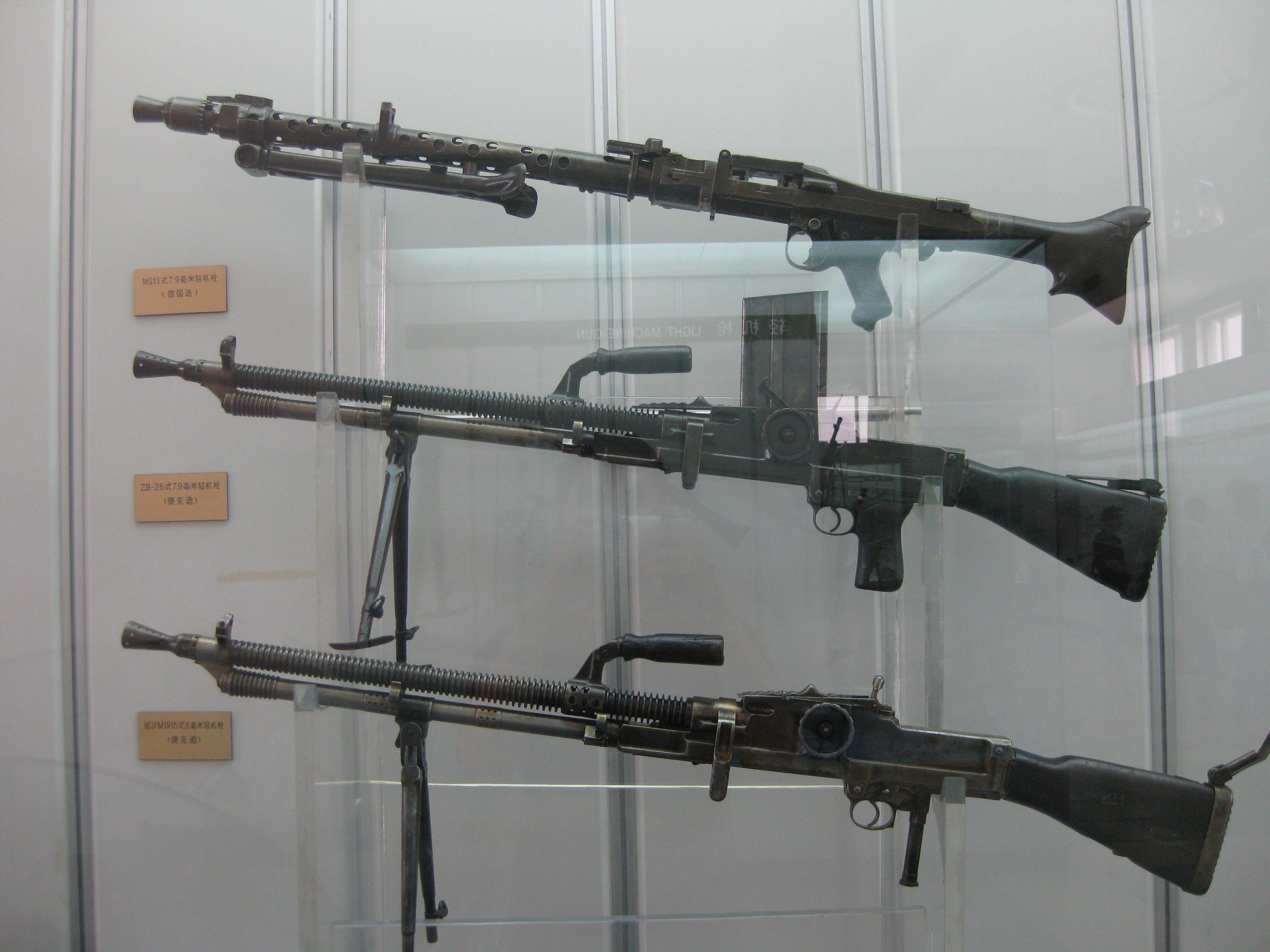
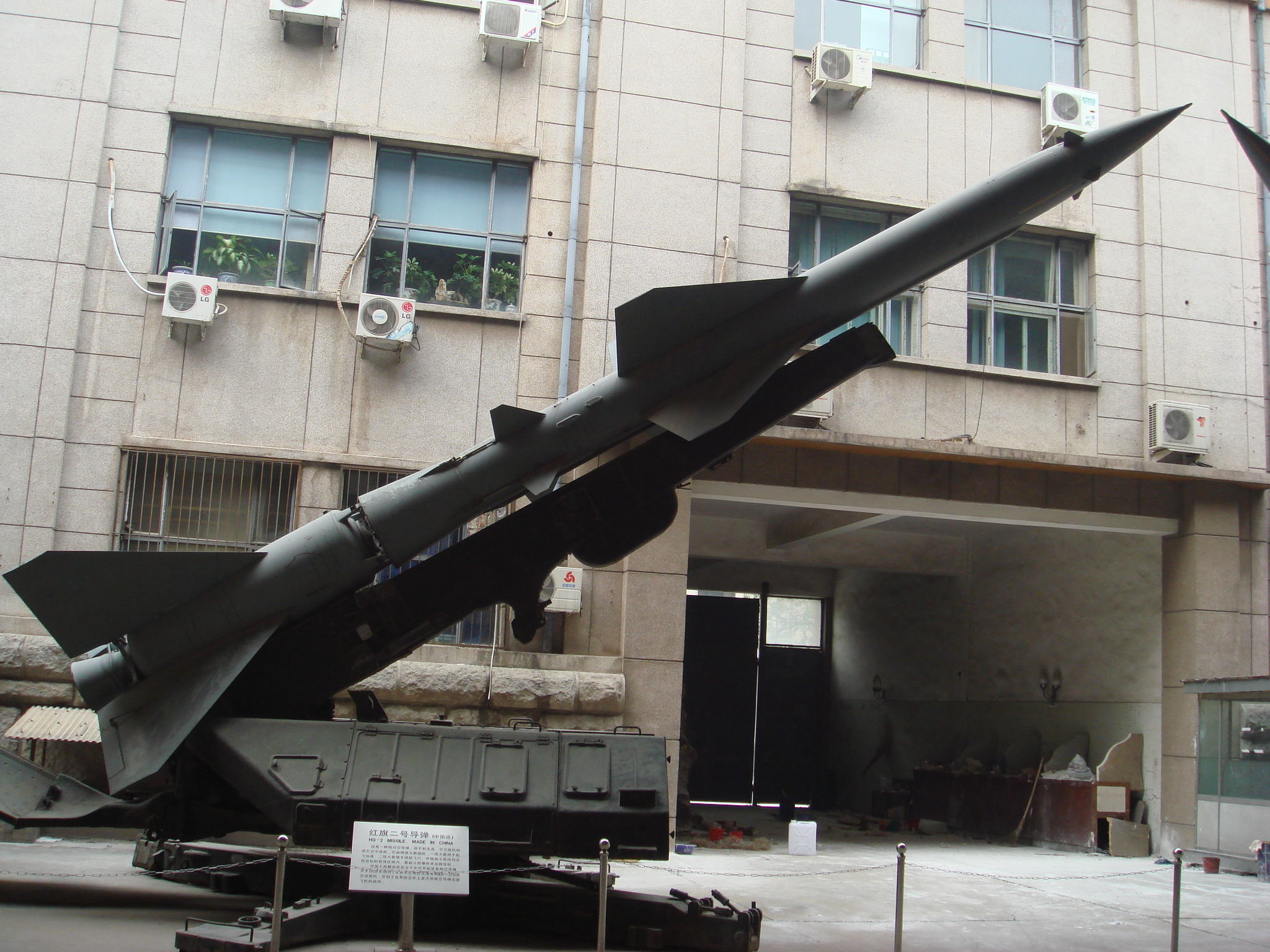